# NGC 3720
NGC 3720 (другие обозначения — UGC 6523, MCG 0-30-6, ZWG 12.10, KCPG 289B, IRAS11297+0104, PGC 35594) — спиральная галактика (Sa) в созвездии Льва. Открыта Генрихом Луи Д'Арре в 1866 году.
Этот объект входит в число перечисленных в оригинальной редакции «Нового общего каталога».
В галактике вспыхнула сверхновая SN 2002at типа II, её пиковая видимая звездная величина составила 17,8.
Галактика NGC 3720 входит в состав группы галактик NGC 3719. Помимо NGC 3720 в группу также входят NGC 3719 и UGC 6858. NGC 3719 является её компаньоном. Излучение в линии H-альфа наблюдается только в центральной части галактики, и максимум кривой вращения обнаружить не удаётся.